# Honorowi Obywatele Miasta Siedlce
Honorowi Obywatele Miasta Siedlce – tytuł nadawany ludziom szczególnie zasłużonym dla miasta Siedlce przez Radę Miasta. Jest przyznawany od 1990.

## Lista nagrodzonych
| Honorowy Obywatel            | Rok nadania |
| ---------------------------- | ----------- |
| Sabina Artych                | 1991        |
| ks. Alfred Hoffman           | 1995        |
| Jan Paweł II                 | 1996        |
| Ziuta Buczyńska              | 1997        |
| Józef Solnica                | 1997        |
| Marian Bulik                 | 1997        |
| Vitalis Skorupka             | 1997        |
| Jerzy Urban                  | 1997        |
| Mieczysław Gruszecki         | 1997        |
| Bogusław Olszewski           | 1997        |
| Józef Pogonowski             | 1997        |
| Wacław Żukowski              | 1997        |
| Zygmunt Goławski             | 1997        |
| ks. bp. Jan Mazur            | 1998        |
| Jadwiga Zbucka               | 1998        |
| Henryk Gut                   | 2001        |
| o. Leon Knabit               | 2004        |
| Józef Obrembski              | 2007        |
| Wanda Półtawska              | 2007        |
| Ryszard Kaczorowski          | 2008        |
| Tadeusz Sobieszczak          | 2013        |
| Izabella Galicka             | 2015        |
| Hanna Sygietyńska-Kwoczyńska | 2015        |